# 말레이시아 연방도 제276호선
말레이시아 연방도 제276호선(Malaysia Federal Route 276)은 말레이시아 크다주의 창룬과 우타라말레이시아 대학교를 사이에 둔 연방도로이다.

## 개요
대다수의 구간에서 JKR R5 표준을 근거하여 말레이시아 연방도 제276호선으로 지정되었고, 속도 제한을 시속 90km/h까지 적용되는 간선도로이기도 하다.